# Chrisje Comvalius
Chrisje Harriette Ursila Comvalius (Aruba, 25 januari 1948 – Rotterdam, 22 augustus 2023) was een Nederlands actrice.

## Biografie
Comvalius' ouders waren van Surinaamse herkomst. Ze werd op Aruba geboren en volgde daar de lagere school. In 1963 verhuisde ze naar Nederland waar ze haar middelbare-schoolopleiding deed en daarna een universitaire studie Nederlands aan de Universiteit van Amsterdam volgde. Hierna was ze jarenlang docentbegeleider op een middelbare school voor moeilijk opvoedbare kinderen te Rotterdam. Ze woonde afwisselend in Nederland, op Aruba en op Sint Maarten.

### Carrière
Als actrice trad Comvalius op met vooral kleinere rollen in diverse Nederlandse speelfilms. Ook deed ze mee in diverse soaps, eveneens met kleinere rollen. Van 2004 tot 2008 had ze een hoofdrol in de bekende Nederlandse soap Goede tijden, slechte tijden. Hiervoor stond zij drie jaar lang in het theater met een monoloogvoorstelling getiteld "MaStella", wat ze na afloop van haar rol in de soap in 2008 weer in een repriseopvoering oppakte, nu onder regie van de auteur van de monoloog, Jenny Mijnhijmer, en deze in Nederland en Suriname opvoerde in 2008.
Ze verzorgde in 2009 de stem van Eudorda, de moeder van Prinses Tiana in de Disney-animatiefilm De prinses en de kikker.

### Ziekte en overlijden
Sinds 2020 leed Comvalius aan de ziekte van Alzheimer en later ook aan hartfalen. Ook in die periode werkte ze nog als actrice, onder andere voor een campagne van 'Palliatieve Zorg Nederland'. Ze overleed in augustus 2023 op 75-jarige leeftijd.

## Rollen
- Eng (2016) – dagzuster
- Het was een verschrikkelijke man (2012) – Gerda Koedooder (korte film)
- Het monsterlijk toilet (2006) Mevrouw Richmond (korte film)
- Achtste-groepers huilen niet (2012) – Afida
- VRijland (2010 - 2013) – oma Gwen Landvreugd (2010-2012)
- Sterke verhalen (2010) – moeder van Winston
- De prinses en de kikker (2009) – Eudora (stem)
- Offscreen (2008)
- Goede tijden, slechte tijden (1990–) – Dorothea Alberts-Grantsaan (2004-2008)
- Allerzielen (2005) – Portier 2 (afl. 72 Maagden)
- Off Screen (2005) – Heleen Wagemakers
- In Oranje (2004) – Oma Winston
- Feestje! (2004) – Security officer
- Het Zuiden (2004) – Farida
- Weltevreden op 10: Percy's Place! (2003) – Joyce Weltevreden
- Oppassen!!! (1998) – Suus (afl. Wie goed doet...)